# Bunyawan Pongsuwan
 (novembre 2020).
Si vous disposez d'ouvrages ou d'articles de référence ou si vous connaissez des sites web de qualité traitant du thème abordé ici, merci de compléter l'article en donnant les références utiles à sa vérifiabilité et en les liant à la section « Notes et références ».
Bunyawan Pongsuwan (thaï :บุญญาวัลย์ พงษ์สุวรรณ ou ส้มเช้ง สามช่า / Somcheng Chachacha / Somcheng Samcha), née le 15 septembre 1967, dans la province de Sukhothaï, est une actrice thaïlandaise.

## Biographie
Bunyawan Pongsuwan est la petite sœur de l'acteur comique Pongsak Pongsuwan (พงศ์ศักดิ์ พงษ์สุวรรณ ; ou Theng Therdtherng (เท่ง เถิดเทิง)).
Elle joue dans quatre films thaïlandais : actrice secondaire dans Formalin Man (2004) et เท่ง โหน่ง จีวรบิน (2011) ; une des quatre actrices principales du Drôles de dames thaïlandais Dangerous Flowers (2006) ; et actrice principale dans la parodie de film de fantôme The Ghost and Master Boh (2008).
Elle est aussi actrice dans quelques séries télévisées comme Something Family (ครอบครัวตัวสลับ) (2016).

## Filmographie
- 2004 : Formalin Man (ฟอร์มาลินแมน รักเธอเท่าฟ้า)
- 2006 : Dangerous Flowers (Chai Lai)[4]
- 2008 : The Ghost and Master Boh (ผีตาหวานกับอาจารย์ตาโบ๋)[5]
- 2011 : เท่ง โหน่ง จีวรบิน